# Vevay (Indiana)
Pour l’article homonyme, voir Vevey.
La ville de Vevay (en anglais [ˈviːviː]) est le siège du comté de Switzerland, dans l’État de l'Indiana, aux États-Unis. Sa population s’élevait à 1 683 habitants lors du recensement de 2010. 

## Histoire
Vevay fut fondée en 1802 sur les berges de l'Ohio par des immigrants qui venaient de Vevey, en Suisse. Les nouveaux colons plantèrent de la vigne et y établirent la première exploitation viticole commerciale des États-Unis.
En mars 1796, Jean-Jacques Dufour quitte Vevey en Suisse pour s'établir aux États-Unis. Son intention est de perpétuer la tradition vigneronne de sa famille et de créer un nouveau foyer pour ses frères et ses sœurs.
Il s'installera d'abord dans le Kentucky et y constituera une association de vignerons avec quelques citoyens de Lexington dont Henry Clay. Il plante son premier vignoble en 1799 le long de la Kentucky dans le comté de Jessamine.
À cause des conditions climatiques et d'une maladie de la vigne en 1801, Dufour cherche un autre endroit pour son vignoble et sa famille. En 1802, ayant trouvé le parfait emplacement, il fait une demande au Congrès pour des terres situées le long de la rivière Ohio entre Hunt's Creek et Indian Creek sur ce qui deviendra plus tard l'Indiana.
Le vignoble de New Switzerland y est planté et le premier vin est produit en 1806 ou 1807. Bien que la quantité ne soit pas très importante, la qualité est excellente. Quelques tonneaux de vins de cette première vendange sont chargés sur des mules et livrées à Washington, où il sera servi au président Thomas Jefferson qui le déclarera good (bon). 
Chaque printemps le vignoble s'étend et la quantité de vin s'accroît. La vendange de 1808 atteint 30 hectolitres, celle de 1809, 45 hectolitres. Les Dufour continuent à produire du vin jusque dans les années 1850.
En 1826 Jean-Jacques Dufour publie The American Vine Dresser's Guide: : Being a Treatise on the Cultivation of the Vine and the Process of Wine Making, Adapted to the Soil and Climate of the United States  (ISBN 1-55753-331-8) qui fut le manuel de référence de la viticulture américaine jusque dans les années 1900. L'original, écrit en français existe toujours et est conservé par la Switzerland County Historical Society (Société d'Histoire du comté de Switzerland).
Vevay célèbre son 150e anniversaire en 1963. Le Syndic et des membres des autorités communales de Vevey, en Suisse, assistèrent aux célébrations. Le succès de cette fête fut à l'origine du Swiss Wine Festival qui se déroule chaque année à Vevay en août.

## Démographie
| Groupe            | Vevay | Indiana | États-Unis |
| ----------------- | ----- | ------- | ---------- |
| Blancs            | 97,1  | 84,3    | 72,4       |
| Métis             | 1,3   | 2,0     | 2,9        |
| Autres            | 0,7   | 3,0     | 7,3        |
| Afro-Américains   | 0,5   | 9,1     | 12,6       |
| Asiatiques        | 0,5   | 1,6     | 4,8        |
| Total             | 100   | 100     | 100        |
|                   |       |         |            |
| Latino-Américains | 1,1   | 6,0     | 16,7       |

Selon l'American Community Survey, pour la période 2011-2015, 97,52 % de la population âgée de plus de 5 ans déclare parler anglais à la maison, alors que 2,05 % déclare parler l'espagnol et 0,42 % une autre langue.

## Swiss Wine Festival
Vevay organise chaque année un festival du vin, le Swiss Wine Festival. Il se tient généralement le dernier week-end d'août et commence le jeudi. Le Festival propose plusieurs activités : promenades en bateaux sur la rivière Ohio, spectacles historiques, théâtre, musique, compétitions de majorettes, foulage des grappes de raisin et des pintes où sont servis vins et bières, sans oublier l'élection de Miss Edelweiss.

## Source
- (en) Cet article est partiellement ou en totalité issu de l’article de Wikipédia en anglais intitulé « Vevay, Indiana » (voir la liste des auteurs).

1. ↑  (en) The American Vine-Dresser's Guide sur goodgrape.typepad.com
2. ↑  (en) « Vevay, IN Population - Census 2010 and 2000 », sur censusviewer.com.
3. ↑  (en) « Population of Indiana - Census 2010 and 2000 », sur censusviewer.com.
4. ↑  (en) « Language spoken at home by ability to speak English for the population 5 years and over », sur factfinder.census.gov.
5. ↑  Tous les 22 ans environ, depuis 1797, Vevey en Suisse organise la Fête des Vignerons.